# Metacatharsius modestus
Metacatharsius modestus là một loài bọ cánh cứng trong họ Bọ hung (Scarabaeidae).